# 734 Benda
734 Benda este un asteroid din centura principală, descoperit pe 11 octombrie 1912, de Johann Palisa.